# 板桥街道 (南京市)
板桥街道，是中华人民共和国江苏省南京市雨花台区下辖的一个乡镇级行政单位。
板桥街道位于南京市雨花台区西南部，西临长江，北与南京市主城相接，东近江宁区东山副城与谷里街道，南望梅山街道与江宁滨江开发区，是南京市近期重点规划建设的八大新城之一，是南京市宁芜城镇发展轴上的重要坐标，街道内有中国人民解放军国际关系学院，南京地铁S3线从街道辖区穿过。
板桥街道原为板桥镇，是古都南京历史最悠久的重镇之一，不仅自然资源禀赋丰厚，更有着深厚的人文底蕴，这里历来是商家云集之地，人文荟萃之所，苏盐陶瓷，木材竹器，在这里聚而又散，流通四方。在交通、经济、文化、军事等方面都对南京乃至中国做出了伟大的贡献，民国时期被国民政府定为“示范镇”，于2004年撤镇改街为板桥街道。
2020年3月，调整板桥街道，调整后的行政区域：东至宁铜铁路边界，南与江宁区江宁街道相邻，西与浦口区隔江相望，北与西善桥街道接壤。管辖板桥、孙家、新建、永安、三山、绿洲、殷富、近华8个居委会

## 行政区划
板桥街道下辖以下地区：
板桥社区、绿洲社区、建通社区、孙家村、永安村、三山村和新建村。